# Room 6
Room 6 (titulada Puerta al infierno en España; Habitación 666 en Hispanoamérica) es una película estadounidense del año 2006, protagonizada por Christine Taylor, Shane Brolly, Jerry O'Connell, Chloë Grace Moretz.

## Sinopsis
Tras un trágico accidente, Amy pierde a su novio Nick. Después de este suceso fatal, Amy empieza a tener pesadillas y visiones extrañas que le hacen volver al hospital en el que Nick y ella fueron atendidos. Pero lo que Amy no sabe es que su pesadilla no ha hecho más que empezar: un gran misterio se oculta tras la puerta número seis. La realidad comienza a tambalearse y Amy descubre que algunas puertas nunca deben abrirse

## Reparto
- Christine Taylor como Amy.
- Shane Brolly como Nick.
- Jerry O'Connell como Lucas.
- Lisa Ann Walter como el sargento Burch.
- Jack Riley como Brewster.
- Chloë Grace Moretz como Melissa Norman, una chica rara en la clase de Amy.
- John Billingsley como Harrison McKendrick.
- Mary Pat Gleason como la enfermera Norma Holiday, jefa de enfermeras en St. Rosemary's
- Ellie Cornell como Sarah Norman, madre de Melissa.
- Marshall Bell como el papá de Amy.